# Boxe pieds-poings

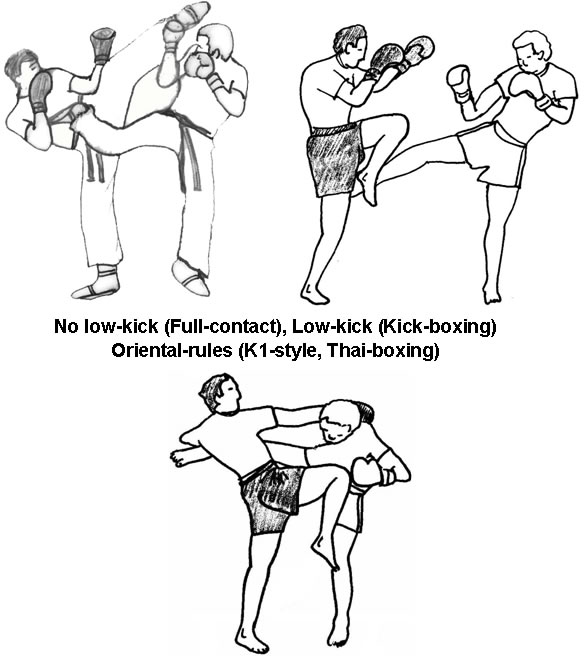
Classificação quanto às regras de contato

Boxe pieds-poings (lit. boxe pés-punhos), é um termo francês que enquadra, desde os anos 1980, os esportes de combate de contato com luvas de boxe que são praticadas num ringue (ou numa área) e que pertencem à categoria de boxes esportivos. Os pugilistas utilizam, de acordo com o regulamento, as técnicas de perna (chutes e joelhadas), as técnicas de braços (socos e cotoveladas) e as técnicas de projeções.
Os mais conhecidos são:
- O boxe americano sob suas formas principais:
  - O full contact sem chutes abaixo da cintura;
  - O kickboxing com chutes circulares nas coxas ou kickboxing americano;
  - O semicontact ou point fighting (lit. luta por pontos), uma classe de karate com luvas e botas.
- O boxe francês (savate), atualmente chamado de savate-BF.
- O kickboxing japonês, uma forma de kickboxing com caneladas diretas, chutes circulares baixos nas coxas e influências de wrestling.
- O boxe tailandês (muay thai) com caneladas abaixo do joelho, joelhadas e clinches seguidos de joelhadas ou socos.
- Dois tipos do boxe, onde quase tudo é permitido, são o boxe birmanês (lethwei) e o boxe tailandês (muay thai).